# Rokot (wieś)
Rokot (ros. Рокот) – wieś (ros. деревня, trb. dieriewnia) w zachodniej Rosji, w osiedlu wiejskim Czistikowskoje rejonu rudniańskiego w obwodzie smoleńskim.

## Geografia
Miejscowość położona jest nad Klocem, przy drodze regionalnej 66N-1611 (R120 – Leszno – Rokot), 10 km od drogi federalnej R120 (Orzeł – Briańsk – Smoleńsk – granica z Białorusią), 11,5 km od najbliższego przystanku kolejowego (Płoskaja), 8 km od centrum administracyjnego osiedla wiejskiego (Czistik), 15 km od centrum administracyjnego rejonu (Rudnia), 53 km od Smoleńska.
W granicach miejscowości znajdują się ulice: Centralnaja, Cwietocznaja, Ługowaja, Riecznaja, Piesczanaja.

## Demografia
W 2010 r. miejscowość zamieszkiwało 39 osób.

## Historia
W czasie II wojny światowej od lipca 1941 roku wieś była okupowana przez hitlerowców. Wyzwolenie nastąpiło w październiku 1943 roku.